# Citronsommerfugl
Citronsommerfuglen (Gonepteryx rhamni) er en sommerfugl i hvidvingefamilien. Arten er vidt udbredt i Europa og gennem Asien til Syrien og Sibirien. Det er årets tidligste dagsommerfugl i Danmark. Den voksne sommerfugl kommer frem fra vinterdvalen allerede i starten af marts. Citronsommerfuglen holder til hvor dens værtsplanter tørst og vrietorn findes, dvs. i fugtige blandingsskove, krat og haver med tørstetræer. Den voksne sommerfugl er dog en god flyver og kan derfor ses mange andre steder også. Citronsommerfuglen er almindelig i hele Danmark.

## Udseende
Citronsommerfuglen er ikke til at tage fejl af. Hannen er strålende gul, mens hunnen er mere dæmpet grønhvid. På vingernes undersider findes to orange midtpletter, og forvingerne har herudover en karakteristisk spids. Der er ikke meget variation i udseendet mellem forskellige individer, og sommerfuglens vingefang er mellem 51–60 mm.
- Gonepteryx rhamni ♂
- Gonepteryx rhamni ♂  △
- Gonepteryx rhamni ♀
- Gonepteryx rhamni ♀ △

## Livscyklus
Ægget lægges i maj på enten tørst eller vrietorn. Efter ca. en uge klækkes larven. Larven lever af tørstetræets blade og gnaver karakteristiske ovale huller i dem. Efter en måned er larven udvokset og forpupper sig. I slutningen af juni klækkes puppen efter et par uger, og den nye generation af sommerfuglen kommer frem. Den voksne sommerfugl kan træffes helt hen i slutningen af oktober i varme år. Den søger føde for at opbygge reserverne til vinterdvalen, da det er den voksne sommerfugl, der overvintrer. Sommerfuglen overvintrer i det fri, gerne i løvet af stedsegrønne planter, f.eks. kristtorn og vedbend, her kan den overleve at blive dækket af sne og rim.

## Foderplanter
Larven lever på tørst og vrietorn. De voksne sommerfugle søger til blomster af kåltidsel, rødkløver, mælkebøtte og andre kurvblomster.